# Morte di un matematico napoletano
Morte di un matematico napoletano è un film del 1992 diretto da Mario Martone, all'esordio nella regia cinematografica. Il film fu presentato in concorso alla 49ª Mostra internazionale d'arte cinematografica di Venezia aggiudicandosi il Gran Premio della giuria. 

## Trama
Roma, maggio 1959. Di notte, nella sala d'attesa della Stazione Termini la polizia ferroviaria ferma un uomo in evidente stato di ebbrezza. Si tratta del professor Renato Caccioppoli, docente universitario di matematica pura all'Università di Napoli, membro dell'Accademia dei Lincei, nipote di Maria Bakunin per parte di madre, celebre scienziato schedato come comunista. Rilasciato subito dopo il fermo, il professore riparte al mattino dopo con il primo treno per Napoli.
Disilluso e tormentato, ormai schiavo dell'alcool, reduce dall'ospedale psichiatrico, abbandonato dalla moglie, divenuto estraneo ai suoi  compagni di partito del PCI e ai suoi collaboratori all'Università, Caccioppoli vive la sua ultima settimana di vita: lo vediamo con gli amici, con i familiari, con i colleghi, o da solo mentre vaga disincantato a piedi in una Napoli afosa. Nell'ambiente accademico si ritrova estraneo, il suo genio matematico lo tormenta e lo sfinisce, il partito non gli dà più fiducia, i rapporti sentimentali lo hanno deluso e i legami familiari lo opprimono. Si rende sempre più necessario il progetto da lungo tempo rimandato: il suicidio, suo ultimo atto di uomo libero.
Nel motivare questo suicidio, nessuna ragione prevale sull'altra. Nel corso della cerimonia funebre, i discorsi dei partecipanti fissano così lo strano personaggio la cui vita e la cui morte hanno sconvolto i benpensanti nella loro tranquilla normalità cittadina.

## Produzione
L'intreccio culturale e umano nato intorno all'esperienza dei Teatri Uniti di Napoli diede a Martone, nel suo primo lungometraggio da regista, l'opportunità di mettere a fuoco la biografia di un personaggio realmente esistito e morto proprio nell'anno della sua nascita. Come memoria storica, Martone si servì di Fabrizia Ramondino, assieme alla quale scrisse il copione del film. Coprodotto da Rai 3, il film fu realizzato nei veri luoghi in cui si era svolta la vicenda, senza la necessità di ricostruire gli ambienti: case e strade, aule e osterie, sopravvivevano ancora, più di trenta anni dopo, in una  Napoli crepuscolare grazie anche al direttore della fotografia Luca Bigazzi.
Parte degli interpreti di Morte di un matematico napoletano proveniva proprio dalla cooperativa Teatri Uniti ed era al suo debutto nel cinema. Nel ruolo di Maria Bakunin, figlia di Michail Bakunin e zia di Renato Caccioppoli, il regista volle Vera Lombardi, allora ottantanovenne, quale omaggio al suo lungo impegno politico al fianco dei movimenti proletari.
In una delle scene funebri si sente una voce fuori campo (probabilmente di Gerardo Marotta) che recita un passo del libro biografico Renato Cacioppoli dello storico Giovanni Pugliese Carratelli, scritto in occasione della commemorazione dei trent'anni dalla scomparsa del matematico.

## Riconoscimenti
- 1993 - David di Donatello
  - Miglior regista esordiente a Mario Martone
  - David speciale a Carlo Cecchi
  - Nomination Migliore attore protagonista a Carlo Cecchi
  - Nomination Migliore fotografia a Luca Bigazzi
  - Nomination Migliore scenografia a Giancarlo Muselli
  - Nomination Migliore montaggio a Jacopo Quadri
- 1993 - Nastro d'argento
  - Miglior regista esordiente a Mario Martone
  - Nomination Migliore attore protagonista a Carlo Cecchi
  - Nomination Migliore sceneggiatura a Mario Martone e Fabrizia Ramondino
  - Nomination Migliore fotografia a Luca Bigazzi
  - Nomination Migliori costumi a Metella Raboni
- 1993 - Ciak d'oro
  - Ciak d'oro per la migliore opera prima[3]
  - Migliore fotografia a Luca Bigazzi[3]
- 1993 - Globo d'oro
  - Nomination Miglior fotografia a Luca Bigazzi
- 1993 - European Film Awards
  - Nomination Miglior attore a Carlo Cecchi
- 1992 - Mostra internazionale d'arte cinematografica di Venezia
  - Leone d'Argento - Gran Premio della giuria a Mario Martone